# Organizacija afričkih, karipskih i pacifičkih država
Organizacija afričkih, karipskih i pacifičkih država (ACP) je skupina zemalja u Africi, na Karibima i Pacifiku, koja je nastala sporazumom u Georgetownu 1975. godine.
Glavni ciljevi organizacije su: održivi razvoj i smanjenje siromaštva u državama članicama, kao i njihovo veće integriranje u svjetsku ekonomiju. Sve države članice, osim Kube, potpisnice su Sporazuma iz Cotonoua s Europskom unijom.
Sporazum iz Cotonoua (potpisan u Cotonou, u Beninu u lipnju 2000.) nasljednik je Konvencije iz Lomé . Jedna od glavnih razlika od Konvencije iz Lomé je proširenje partnerstva novim sudionicima kao što su: civilno društvo, privatni sektor, sindikati i lokalna vlast. Uključeni su u konzultacije i planiranje nacionalnih razvojnih strategija, osigurava im se pristup financijskim sredstvima i uključenost u provedbu programa.
Budući da su mnoge male otočne države u razvoju članice ACP-a; četvrta Konvencija iz Loméa revidirana je 1995. na Mauricijusu i daje posebnu pozornost otočnim državama u ovom sporazumu.

## Članice

### ACP
U nastavku je popis država ACP-a (osim najnerazvijenijih država):
To su: Južna Afrika (djelomično), Antigva i Barbuda, Bahami, Barbados, Belize, Bocvana, Kamerun, Kongo, Cookovi Otoci, Obala Bjelokosti, Dominika, Dominikanska Republika, Esvatini, Fidži, Gabon, Gana, Grenada, Gvajana, Jamajka, Kenija, Maršalovi Otoci, Mauricijus, Mikronezija, Namibija, Nauru, Nigerija, Niue, Palau, Papua Nova Gvineja, Sveti Kristofor i Nevis, Sveta Lucija, Sveti Vincent i Grenadini, Senegal, Sejšeli, Surinam, Tonga, Trinidad i Tobago, Zimbabve.

### Najnerazvijenije zemlje (LDC) ACP-a
Prema Aneksu 6, Sporazuma iz Cotonou, najnerazvijenije članice ACP-a su:
Angola, Benin, Burkina Faso, Burundi, Cape Verde, Srednjoafrička Republika, Čad, Komori, Demokratska Republika Kongo, Džibuti, Etiopija, Eritreja, Gambija, Gvineja, Gvineja Bisau, Ekvatorska Gvineja, Haiti, Kiribati, Lesoto, Liberija, Malavi, Mali, Mauritanija, Madagaskar, Mozambik, Niger, Istočni Timor, Ruanda, Samoa, Sao Tome i Principe, Sierra Leone, Salomonski Otoci, Somalija, Sudan, Tanzanija, Tuvalu, Togo, Uganda, Vanuatu, Zambija.

### Kopnene države ACP-a
Neke od tih zemalja također su kopnene članica, s kojima su sklopljeni posebni dogovori:
Bocvana, Burkina Faso, Burundi, Srednjoafrička Republika, Čad, Esvatini, Etiopija, Lesoto, Malavi, Mali, Niger, Ruanda, Uganda, Zambija, Zimbabve.